# Список умерших в 584 году

## Сентябрь
- 10 сентября — Сальвий Альбийский, святой епископ Альбийский.
- 27 сентября — Хильперик I, король франков (561—584).

## Дата смерти неизвестна или требует уточнения
- Бруде I, король пиктов (560—584/586).
- Даниил Бангорский, первый епископ Бангора в валлийском королевстве Гвинед.
- Мавр, католический святой.
- Теудр Великий, король Арморики (545—584).
- Феликс Нантский, 16-й епископ Нанта (548/549—582/584).